# محمد العشري
محمد العشري (نوفمبر 1967)، هو روائى مصري. يعمل كجيولوجي في مجال البحث والتنقيب عن البترول. هو عضو اتحاد الكتاب، وعضو آتيليه القاهرة. من أعماله تفاحة الصحراء، غادة الأساطير الحالمة، هالة النور. يكتب مقالات نقدية في جريدة النهار اللبنانية.

## الحياة الشخصية
تخرج محمد العشري من كلية الهندسة جامعة القاهرة، ويعمل مهندسًا في إحدى الشركات الكويتية للبترول في مصر.

## كتب
| الاسم                 | دار النشر                                                                   | تاريخ النشر | عدد الصفحات | ردمك ISBN            | المصدر |
| --------------------- | --------------------------------------------------------------------------- | ----------- | ----------- | -------------------- | ------ |
| غادة الأساطير الحالمة | الهيئة العامة لقصور الثقافة (مصر) الدار العربية للعلوم ناشرون               | 1999 2009   | 104         | (ردمك 9789953876115) | [ 6 ]  |
| نبع الذهب             | الهيئة العامة للكتاب                                                        | 2000        |             |                      |        |
| تفاحة الصحراء         | مركز الحضارة العربية الدار العربية للعلوم ناشرون                            | 2001 2007   | 88          | (ردمك 9789953871158) | [ 7 ]  |
| هالة النور            | مركز الحضارة العربية الدار العربية للعلوم ناشرون                            | 2002 2012   | 127         | (ردمك 9786140104709) | [ 8 ]  |
| خيال ساخن             | الدار العربية للعلوم ناشرون مكتبة مدبولي المصرية منشورات الإختلاف الجزائرية | 2007        | 111         | (ردمك 9789953872827) | [ 9 ]  |
| الحذاء الطائر         | دار أصالة                                                                   | 2013        | 16          | (ردمك 9786144026502) | [ 10 ] |

## جوائز
- جائزة نادي القصة في الرواية عام 1999.

- جائزة الهيئة العامة لقصور الثقافة في الرواية عام 2000 - 01.
- جائزة إحسان عبد القدوس عن روايته «خيال ساخن» عام 2008.[4]
- جائزة وكالة سفنكس في أدب العشق في دورتها الأولى عام 2009.[3]